# Skunk Anansie
Skunk Anansie ist eine britische Band, die, von ihrer Frontfrau geprägt und mit politisch expliziten Texten, Mitte der 1990er Jahre für musikalischen Aufruhr sorgte. Vor allem in Europa fand die Band mit ihrer kahlköpfigen Frontfrau Deborah Anne Dyer („Skin“) und deren feministischen, antirassistischen Texten Widerhall. Der Bandname Skunk Anansie leitet sich von einer mythischen westafrikanischen Figur, Anansi, dem Spinnenmann, und dem Wort Skunk – einer Cannabissorte – ab, welches hinzugefügt wurde, „um den Namen anstößiger zu machen.“

## Geschichte
Die Sängerin Dyer gründete Skunk Anansie 1994 zusammen mit Martin Ivor Kent, genannt Ace (Gitarre), und Richard Keith Lewis, genannt Cass (Bass). Die Gruppe war aus früheren Formationen (Mama Wild u. a.) hervorgegangen. Erster Schlagzeuger der Band war Robbie France, um 1995 übernahm Mark Richardson das Schlagzeug.
1995 erschienen beim Indie-Label One Little Indian die Debütsingle Selling Jesus und das erste Album Paranoid & Sunburnt, welches auf Anhieb vor allem in Europa auf große Resonanz stieß; 1996 folgte Stoosh (jamaikanisch, etwa „stinkfein“). Der ausgekoppelte Titel Hedonism (Just Because You Feel Good) wurde in ganz Europa ein Hit und machte die Band auch dem Mainstream-Publikum bekannt.

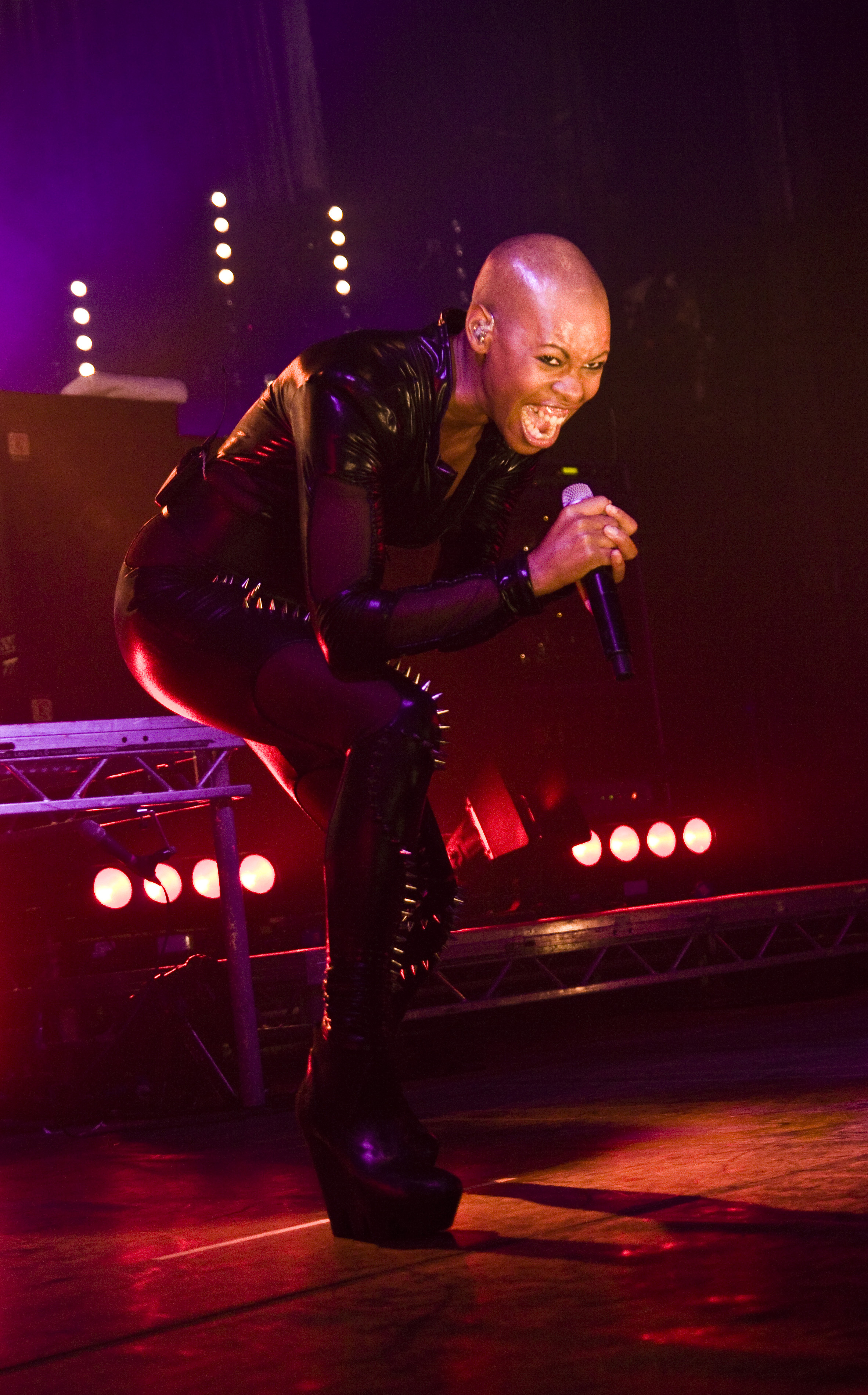
Skin (Barcelona, 2011).

Anansi ist ein Fabelwesen aus der westafrikanischen Mythologie; Dyer lernte es durch ihre Vorfahren aus Zeiten der Sklaverei kennen. Die drei Alben der „Skunkz“ (so der Spitzname in England) wurden weltweit vier Millionen Mal verkauft. Etwa 25 weitere Lieder erschienen als sogenannte B-Seiten auf Singles. In Deutschland gab es Live-Auftritte u. a. bei Rock am Ring, dem Bizarre-Festival oder im Rockpalast.
2001 löste sich die Band auf. Die Mitglieder teilten mit, mit der Band genug erreicht zu haben und sich zukünftig auf Solopfade begeben zu wollen. Dyer tat dies 2003 mit Fleshwounds und 2006 mit Fake Chemical State, Gitarrist Kent im selben Jahr mit Still Hungry. Richardson ist seit 2002 Drummer bei der britischen Rockband Feeder.
Bassist Richard Keith Lewis nahm 2002 zusammen mit Gary Moore das Album „Scars“ auf und tourte mit ihm durch Europa.
2009 bestätigte die Band auf ihrem neu erstellten Myspace-Profil Gerüchte über eine Reunion und kündigte an, dass sie an Songs schreiben würden für eine Best-of-LP und -Tournee.
Am 5. März 2009 wurden zwei Auftritte unter dem Pseudonym SCAM (Skin, Cass, Ace, Mark) angekündigt, welche innerhalb von 20 Minuten ausverkauft waren. Diesen Konzerten folgte am 9. September ihre erste Europa-Tour seit acht Jahren.
2010 erschien mit „Wonderlustre“ nach über zehn Jahren ein neues Album der wiedervereinten Band, das sich musikalisch vielfältig zeigt, harter Rock wechselt mit Balladen, Hymnen und karibischem Groove. Weitere Alben folgten 2012 mit „Black Traffic“ sowie 2016 mit „Anarchytecture“. 

## Stil
Die Musik lässt sich am ehesten im Bereich des Alternative Rock einordnen und zeichnet sich u. a. durch politisches Songwriting aus. Anknüpfungspunkte gibt es bei Black Sabbath und Rage Against the Machine. Die Texte setzen sich mit Rassismus und Wohlstandsdenken auseinander und betonen die Vielfalt möglicher Lebensformen. Dyer bezeichnet sich programmatisch als „schwarze, glatzköpfige, bisexuelle Amazone“.

## Diskografie
Studioalben

| Jahr | Titel               | Höchstplatzierung, Gesamtwochen, AuszeichnungChartplatzierungen (Jahr, Titel, Platzierungen, Wochen, Auszeichnungen, Anmerkungen) | Höchstplatzierung, Gesamtwochen, AuszeichnungChartplatzierungen (Jahr, Titel, Platzierungen, Wochen, Auszeichnungen, Anmerkungen) | Höchstplatzierung, Gesamtwochen, AuszeichnungChartplatzierungen (Jahr, Titel, Platzierungen, Wochen, Auszeichnungen, Anmerkungen) | Höchstplatzierung, Gesamtwochen, AuszeichnungChartplatzierungen (Jahr, Titel, Platzierungen, Wochen, Auszeichnungen, Anmerkungen) | Anmerkungen                                                  |
| Jahr | Titel               | DE | AT | CH | UK | Anmerkungen                                                  |
| ---- | ------------------- | --- | --- | --- | --- | ------------------------------------------------------------ |
| 1995 | Paranoid & Sunburnt | DE37 (37 Wo.)DE | AT19 (14 Wo.)AT | — | UK8 Platin · (52 Wo.)UK | Erstveröffentlichung: 18. September 1995 Verkäufe: + 380.000 |
| 1996 | Stoosh              | DE11 Gold · (51 Wo.)DE | AT6 Gold · (43 Wo.)AT | CH8 Gold · (23 Wo.)CH | UK9 Platin · (69 Wo.)UK | Erstveröffentlichung: 7. Oktober 1996 Verkäufe: + 840.000    |
| 1999 | Post Orgasmic Chill | DE5 (25 Wo.)DE | AT6 Gold · (13 Wo.)AT | CH10 Gold · (13 Wo.)CH | UK16 Gold · (17 Wo.)UK | Erstveröffentlichung: 22. März 1999 Verkäufe: + 1.000.000    |
| 2010 | Wonderlustre        | DE27 (5 Wo.)DE | AT33 (5 Wo.)AT | CH11 (8 Wo.)CH | UK58 (1 Wo.)UK | Erstveröffentlichung: 13. September 2010 Verkäufe: + 70.000  |
| 2012 | Black Traffic       | DE33 (3 Wo.)DE | AT28 (2 Wo.)AT | CH7 (5 Wo.)CH | UK42 (1 Wo.)UK | Erstveröffentlichung: 17. September 2012 Verkäufe: + 20.000  |
| 2016 | Anarchytecture      | DE52 (1 Wo.)DE | AT48 (1 Wo.)AT | CH11 (4 Wo.)CH | UK85 (1 Wo.)UK | Erstveröffentlichung: 15. Januar 2016                        |